# Kleck
Kleck (in bielorusso e in russo Клецк?) è un comune della Bielorussia, situato nella regione di Minsk.